# Tour de Lombardie 1984
La 78e édition du Tour de Lombardie s'est déroulée le 13 octobre 1984. La course a été remportée par le coureur français Bernard Hinault qui signe une seconde victoire sur cette classique. Le parcours s'est déroulé entre Milan et Côme sur une distance de 251 kilomètres.

## Déroulement de la course
Bernard Hinault contrôle avec son équipe les offensives de Charly Mottet et de l'Irlandais Stephen Roche. Il provoque ensuite un regroupement à 15 kilomètres de l'arrivée, puis contre le Suédois Tommy Prim pour s'imposer en solitaire à Côme, devançant d'une petite minute un groupe de cinq coureurs réglé au sprint par le Belge Ludo Peeters,.
Sur les 178 coureurs partants, 57 terminent la course.

## Classement final
| Pos. | Coureur              | Équipe        | Temps           |
| ---- | -------------------- | ------------- | --------------- |
| 1    | Bernard Hinault      | La Vie Claire | 6 h 08 min 50 s |
| 2    | Ludo Peeters         | Kwantum Hal.  | à 58 s          |
| 3    | Teun van Vliet       | Dries         | m.t.            |
| 4    | Tommy Prim           | Bianchi       | m.t.            |
| 5    | Stephen Roche        | La Redoute    | m.t.            |
| 6    | Adrie van der Poel   | Kwantum Hal.  | m.t.            |
| 7    | Claude Criquielion   | Splendor      | à 2 min 27 s    |
| 8    | Jørgen Vagn Pedersen | Carrera       | m.t.            |
| 9    | Emanuele Bombini     | Del Tongo     | m.t.            |
| 10   | Iñaki Gastón         | Reynolds      | à 2 min 34 s    |